# Elisabeth Nemeth
Elisabeth Nemeth (* 1951 in Wien) ist eine österreichische Professorin für Philosophie im Ruhestand.

## Leben
Von 1969 bis 1974 studierte sie Philosophie, Psychologie und katholischer Theologie an der Universität Wien (1974 Magister philosophiae/1981 Doctor philosophiae), im Sommersemester 1974 an der Universität München und 1974/1975 an der Universität Oxford. Von 1975 bis 1987 war sie Universitätsassistentin am Institut für Philosophie der Universität Wien. Von 1988 bis 1999 war sie Assistenzprofessorin am Institut für Philosophie der Universität Wien. Nach der Venia legendi 1999 (Habilitation) in Philosophie in Wien lehrte sie dort seit 2000 als ao. Universitätsprofessorin am Institut für Philosophie.

## Schriften (Auswahl)
- Otto Neurath und der Wiener Kreis. Revolutionäre Wissenschaftlichkeit als politischer Anspruch. Frankfurt am Main 1981, ISBN 3-593-32956-5.
- als Herausgeberin mit Paul Martin Neurath: Otto Neurath oder die Einheit von Wissenschaft und Gesellschaft. Wien 1994, ISBN 3-205-98127-8.
- als Herausgeberin mit Friedrich Stadler: Encyclopedia and utopia. The life and work of Otto Neurath (1882–1945). With the first publication of Otto Neurath's full manuscript "Visual Education" and the documentation of the 'Otto Neurath Nachlass' (Haarlem, the Nederlands). Dordrecht 1996, ISBN 0-7923-4161-9.
- als Herausgeberin mit Richard Heinrich: Otto Neurath. Rationalität, Planung. Wien 1999, ISBN 3-05-003466-1.